# Lassale
Lassale war eine brasilianische Automarke.

## Markengeschichte
Das Unternehmen Park Motors Projetos Automotivos Ltda. aus Nova Iguaçu präsentierte 1987 ein Automobil auf einer Automobilausstellung. Der Markenname lautete Lassale. Die Planungen beliefen sich auf zehn Fahrzeuge monatlich.
Bereits ein halbes Jahr später übernahm Ita Motores e Montadora de Veículos Ltda. aus Itaquaquecetuba das Projekt und fertigte einige Fahrzeuge. Vor 1990 endete die Produktion.
BM Foster versuchte zwischen 1990 und 1995 vergeblich eine Neuauflage unter eigenem Markennamen.

## Fahrzeuge
Das einzige Modell war ein Cabriolet, aber auch mit Hardtop erhältlich. LHM Indústria Mecânicas fertigte den Rohrrahmen. Die Karosserien aus Fiberglas entstanden zumindest anfangs mit Hilfe von Py Motors. Ein Motor vom Chevrolet Opala mit 4100 cm³ Hubraum trieb die Fahrzeuge an.